# Phaeochroops myanmarensis
Phaeochroops myanmarensis là một loài bọ cánh cứng trong họ Hybosoridae. Loài này được Keith miêu tả khoa học năm 2000.